# Xenobalanus globicipitis
Xenobalanus globicipitis (Steenstrup, 1851) è un crostaceo cirripede della famiglia Coronulidae. È l'unica specie del genere Xenobalanus.
È un parassita commensale dei Cetacei, soprattutto Delphinidae come tursiopi (Tursiops truncatus) e stenelle (Stenella sp).
Poiché è stato notato che la colonizzazione di questi organismi aumenta nel caso in cui il loro ospite sia malato, è stato suggerito che questi balani possano essere usati come bioindicatori dello stato di salute dei Cetacei.